# Bockmattli
Bockmattli är en bergstopp i Schweiz.   Den ligger i distriktet Bezirk March och kantonen Schwyz, i den östra delen av landet, 120 km öster om huvudstaden Bern. Toppen på Bockmattli är 1 932 meter över havet, eller 112 meter över den omgivande terrängen. Bredden vid basen är 0,33 km.
Terrängen runt Bockmattli är bergig åt sydost, men åt nordväst är den kuperad. Runt Bockmattli är det ganska tätbefolkat, med 179 invånare per kvadratkilometer.. Närmaste större samhälle är Rapperswil, 17,3 km nordväst om Bockmattli. 
I omgivningarna runt Bockmattli växer i huvudsak blandskog.